# Columnea maculata
Columnea maculata är en tvåhjärtbladig växtart som beskrevs av Conrad Vernon Morton. Columnea maculata ingår i släktet Columnea och familjen Gesneriaceae. Inga underarter finns listade i Catalogue of Life.